# Graham Henderson
Graham Henderson (* 28. August 1961) ist ein irischer Badmintonspieler. 

## Karriere
Graham Henderson gewann 1984 mit Gold im Mixed mit Nikki Lane seinen ersten nationalen Titel in Irland. 1985 verteidigten beide den Titel. 1992 siegte Henderson erneut im Mixed, diesmal jedoch mit Jayne Plunett an seiner Seite. 2002 erkämpfte er sich seine einzige Meisterschaft im Herrendoppel. 2010 gewann er bei der Senioren-Europameisterschaft 45+ Silber im Doppel mit Michael Watt.

## Sportliche Erfolge
| Saison | Veranstaltung                    | Disziplin    | Platz | Name                              |
| ------ | -------------------------------- | ------------ | ----- | --------------------------------- |
| 1984   | Irland: Einzelmeisterschaften    | Mixed        | 1     | Graham Henderson / Nikki Lane     |
| 1985   | Irische Meisterschaft            | Mixed        | 1     | Graham Henderson / Nikki Lane     |
| 1992   | Irische Meisterschaft            | Mixed        | 1     | Graham Henderson / Jayne Plunkett |
| 2002   | Irische Meisterschaft            | Herrendoppel | 1     | Eugene McKenna / Graham Henderson |
| 2010   | Senioren-Europameisterschaft 45+ | Herrendoppel | 2     | Graham Henderson / Michael Watt   |